# Степаненко Любов Тимофіївна
Любов Тимофіївна Степаненко (30 червня 1929, місто Харків, тепер Харківської області — ?) — українська радянська діячка, новатор виробництва, швачка Харківської швейної фабрики імені Тинякова Харківської області. Депутат Верховної Ради УРСР 6—7-го скликань.

## Біографія
Народилася у родині робітника. З 1937 по 1941 рік навчалася у Харківській середній школі.
У 1944 році поступила в Харківське ремісниче училище № 16 при швейній фабриці імені Тинякова.
Після закінчення училища працювала швачкою 7-го цеху Харківської швейної фабрики імені Тинякова. Ударник комуністичної праці та «майстер золоті руки». Систематично перевиконувала норми виробітку, забезпечувала високу якість продукції. За її участю в цеху був налагоджений технічний самоконтроль.
Потім — на пенсії у місті Харкові Харківської області.

## Нагороди
- медаль «За трудову доблесть»
- медалі